# أليكس غراي
أليكس غراي هو لاعب هوكي الجليد كندي، ولد في 21 يونيو 1899 في غلاسكو في المملكة المتحدة، وتوفي في 10 أبريل 1986.

## وصلات خارجية
- أليكس غراي على موقع دوري الهوكي الوطني (الإنجليزية)
- أليكس غراي على موقع EliteProspects.com (الإنجليزية)
- أليكس غراي على موقع HockeyDB.com (الإنجليزية)
- أليكس غراي على موقع Hockey-Reference.com (الإنجليزية)